# Takazumi Katayama
Takazumi Katayama (japonès: 片山敬済)  (Kōbe, 16 d'abril de 1951) és un antic pilot de motociclisme japonès que va guanyar el Campionat del Món de 350cc de 1977 amb una Yamaha i esdevingué així el primer japonès a guanyar un campionat del món de velocitat.

## Carrera esportiva

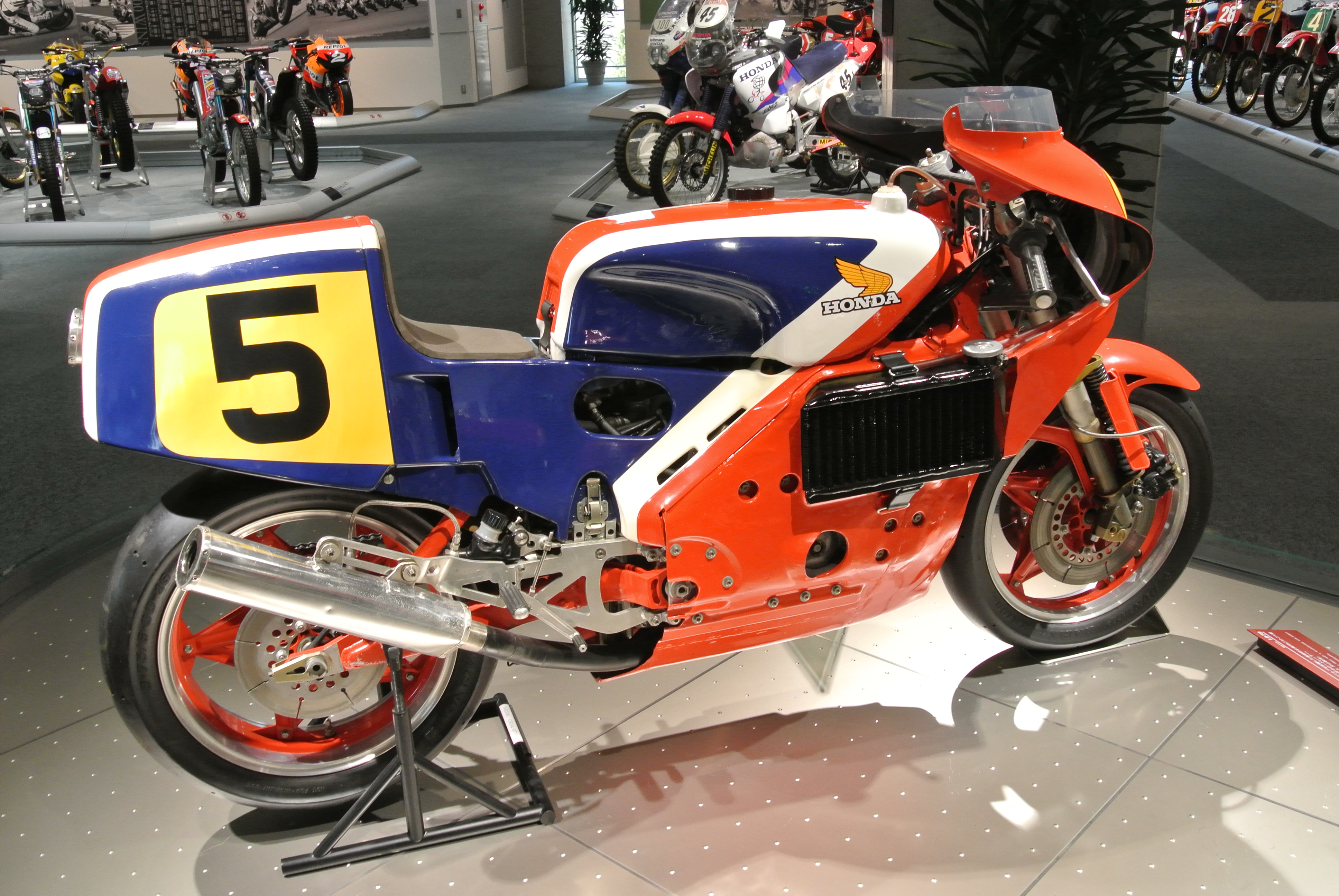
L'Honda NR500 que va pilotar el 1979

Nascut a Kōbe, Katayama és d'ascendència coreana. El 1971 va debutar amb una Yamaha i va demostrar que tenia un bon nivell. El 1974 va ser promocionat a la posició del millor pilot sènior del Japó i va esdevenir pilot oficial de Yamaha. A mitjans d'aquell any, se'n va anar a títol personal a córrer a Europa i va competir al mundial de 250cc amb una Yamaha TZ250. Aquell any mateix va obtenir la seva primera victòria al Gran Premi de Suècia i va acabar el campionat en tercer lloc, amb un total de tres podis al llarg de la temporada. El 1976 va tornar a viatjar a Europa i va seguir tot el campionat del món com a pilot privat. Va acabar l'any com a subcampió de 250cc i setè de 350cc.
El 1977, Katayama va fitxar per Yamaha Motor Europe N.V. (YMENV), la filial europea de Yamaha amb seu als Països Baixos. Amb sengles TZ250 i 350 de sèrie i una TZ350 tricilíndrica desenvolupada per la filial, va aconseguir un quart lloc en la classe de 250cc i el títol de campió del món de 350cc. El 1978, YMENV li va deixar una TZ350 i una YZR500 amb les quals va aconseguir el subcampionat de 350cc i el cinquè lloc al campionat de 500cc.
Tot i els èxits amb Yamaha, el 1979 Katayama va canviar a Honda, que havia reprès les activitats al mundial de motociclisme i li va oferir un contracte com a pilot desenvolupador de la seva inusual NR500 de quatre temps i cilindre oval. El 1982, Takazumi Katayama va aconseguir la seva primera victòria en 500cc al Gran premi de Suècia. El 1985 va anunciar la seva retirada de les competicions i, un cop retirat, va esdevenir propietari d'un equip de curses.

## Resultats al Mundial de motociclisme
Barem de puntuació de 1969 a 1987:
| Posició | 1  | 2  | 3  | 4 | 5 | 6 | 7 | 8 | 9 | 10 |
| Punts   | 15 | 12 | 10 | 8 | 6 | 5 | 4 | 3 | 2 | 1  |

(Ids. Grans Premis | Llegenda) (Curses en negreta indiquen pole; curses en  itàlica indiquen volta ràpida)
| Any  | Categoria | Moto   | 1       | 2       | 3       | 4       | 5       | 6       | 7       | 8       | 9       | 10      | 11      | 12      | Posició | Punts |
| ---- | --------- | ------ | ------- | ------- | ------- | ------- | ------- | ------- | ------- | ------- | ------- | ------- | ------- | ------- | ------- | ----- |
| 1974 | 250cc     | Yamaha | GER     | NAT     | IOM     | NED Ret | BEL 3   | SWE 1   | FIN 5   | CZE 2   | YUG Ret | ESP Ret |         |         | 4t      | 43    |
| 1976 | 250cc     | Yamaha | FRA DNQ | NAT 2   | YUG Ret | IOM 2   | NED 2   | BEL 3   | SWE 1   | FIN 2   | CZE 3   | GER 7   | ESP     |         | 2n      | 73    |
| 1976 | 350cc     | Yamaha | FRA 4   | AUT Ret | NAT 10  | YUG 3   | IOM 9   | NED Ret | FIN DNS | CZE 11  | GER 4   | ESP     |         |         | 7è      | 28    |
| 1976 | 500cc     | Yamaha | FRA     | AUT DNS | NAT     | IOM 4   | NED     | BEL Ret | SWE     | FIN Ret | CZE     | GER     |         |         | 26è     | 8     |
| 1977 | 250cc     | Yamaha | VEN     | GER Ret | NAT 8   | ESP 1   | FRA 8   | YUG 2   | NED 6   | BEL 2   | SWE 4   | FIN Ret | CZE Ret | GBR Ret | 4t      | 58    |
| 1977 | 350cc     | Yamaha | VEN     | GER 1   | NAT 3   | ESP 3   | FRA 1   | YUG 1   | NED Ret | SWE 1   | FIN 1   | CZE Ret | GBR Ret |         | 1r      | 95    |
| 1977 | 500cc     | Yamaha | VEN     | AUT DNS | GER     | NAT     | FRA     | NED     | BEL Ret | SWE     | FIN     | CZE     | GBR     |         | NC      | 0     |
| 1978 | 350cc     | Yamaha | VEN 1   | AUT 3   | FRA Ret | NAT 3   | NED Ret | SWE 3   | FIN 2   | GBR Ret | GER 1   | CZE 6   | YUG     |         | 2n      | 77    |
| 1978 | 500cc     | Yamaha | VEN Ret | ESP 3   | AUT Ret | FRA Ret | NAT Ret | NED 4   | BEL 6   | SWE 3   | FIN 2   | GBR 9   | GER 5   |         | 5è      | 53    |
| 1979 | 350cc     | Yamaha | VEN     | AUT Ret | GER     | NAT     | ESP     | YUG     | NED     | FIN     | GBR     | CZE     | FRA     |         | NC      | 0     |
| 1979 | 500cc     | Honda  | VEN     | AUT     | GER     | NAT     | ESP     | YUG     | NED     | BEL     | SWE     | FIN     | GBR Ret | FRA DNQ | NC      | 0     |
| 1980 | 500cc     | Suzuki | NAT 6   | ESP 4   | FRA 6   | NED Ret | BEL     |         |         | GER 12  |         |         |         |         | 10è     | 18    |
| 1980 | 500cc     | Honda  |         |         |         |         |         | FIN DNS | GBR 15  |         |         |         |         |         | 10è     | 18    |
| 1981 | 500cc     | Honda  | AUT 13  | GER Ret | NAT Ret | FRA Ret | YUG     | NED Ret | BEL     | SM      | GBR     | FIN     | SWE     |         | NC      | 0     |
| 1982 | 500cc     | Honda  | ARG 6   | AUT 9   | FRA DNS | ESP 6   | NAT 7   | NED 8   | BEL Ret | YUG 5   | GBR Ret | SWE 1   | SM Ret  | GER 4   | 7è      | 48    |
| 1983 | 500cc     | Honda  | RSA Ret | FRA Ret | NAT 5   | GER 2   | ESP 3   | AUT 4   | YUG 5   | NED 2   | BEL 4   | GBR 6   | SWE 3   | SM DNS  | 5è      | 77    |
| 1984 | 500cc     | Honda  | RSA     | NAT     | ESP     | AUT     | GER     | FRA DNS | YUG     | NED 8   | BEL     | GBR 8   | SWE 4   | SM Ret  | 13è     | 14    |
| 1985 | 500cc     | Honda  | RSA     | ESP Ret | GER 11  | NAT DNS | AUT 14  | YUG Ret | NED Ret | BEL 8   | FRA     | GBR     | SWE     | SM      | 17è     | 3     |